# IC 4660
IC 4660 је спирална галаксија у сазвјежђу Мали медвјед која се налази на листи објеката дубоког неба у Индекс каталогу.
Деклинација објекта је + 75° 50' 55" а ректасцензија 17h 21m 45,0s. Привидна величина (магнитуда) објекта IC 4660 износи 13,5 а фотографска магнитуда 14,4. IC 4660 је још познат и под ознакама UGC 10848, MCG 13-12-23, CGCG 355-32, IRAS 17235+7553, PGC 60124.